# Teon z Aleksandrii
Teon z Aleksandrii (gr. Θέων ur. ok. 335, zm. ok. 405) – matematyk i astronom pracujący w Aleksandrii. Był ostatnim dyrektorem Biblioteki Aleksandryjskiej, zamkniętej w roku 391 na rozkaz cesarza Teodozjusza. Jego córką była Hypatia z Aleksandrii.

## Życie i twórczość
Daty urodzenia i śmierci są przybliżone i oparte na spekulacjach. Wiadomo, że Teon obserwował zaćmienie Słońca, które miało miejsce w Aleksandrii 16 czerwca 364 roku, i zaćmienie Księżyca 25 listopada tego samego roku. Wiadomo też, że sporządził spis konsulów rzymskich, który doprowadził do roku 372. Z kronik greckich z X wieku wynika, że żył w czasach cesarza Teodozjusza (379–395).
Największym wkładem Teona było opracowanie wersji Elementów (prawdopodobnie wespół z córką Hypatią), która aż do końca XIX wieku była jedynym znanym greckim tekstem tej księgi. Dzięki porównaniu tekstu Teona z wcześniejszą wersją księgi, odnalezioną w archiwach watykańskich, można dokładnie przeanalizować zmiany, jakie wprowadził Teon. Polegają one głównie na ujednoliceniu terminologii i stylu, choć w kilku miejscach Teon poprawił błędy wcześniejszego tekstu i uprościł oryginalną argumentację.
Teon pisał również komentarze do Almagestu i tablic astronomicznych Ptolemeusza, w których objaśniał sposoby ich używania i konstrukcji. Tutaj znów najprawdopodobniej pomagała mu Hypatia. Pisał również o metodzie Herona przybliżania pierwiastków kwadratowych, nadając jest sens geometryczny.